# Abborragylet (Ringamåla socken, Blekinge, 624694-143580)
Abborragylet är en sjö i Karlshamns kommun i Blekinge och ingår i Mörrumsåns huvudavrinningsområde.